# Hamdi Salihi
Hamdi Salihi (ur. 19 stycznia 1984 w Szkodrze) – piłkarz albański występujący na pozycji napastnika w klubie Skënderbeu Korcza. Od 2006 reprezentant Albanii.

## Kariera klubowa

### Początki kariery i pobyt w Grecji
Hamdi Salihi rozpoczynał swoją karierę w KS Vllaznia Shkodër i od razu w pierwszym sezonie od pojawienia się na albańskich boiskach stał się kluczowym graczem swojej drużyny.
Po zaledwie dwóch sezonach w Albanii zmienił klub na grecki Panionios GSS. Jego pobyt w Grecji nie był jednak udany, gdyż wystąpił w zaledwie 6 spotkaniach głównie jako rezerwowy.

### Powrót do Albanii
Po zakończeniu sezonu 2004/05 wrócił do Albanii, a konkretnie do KF Tirana. Jego pobyt w Tiranie nie trwał jednak długo, z racji wyśmienitych występów (47 goli w 49 występach), w tym aż 29 w lidze i zdobycia krajowego pucharu. W tymże sezonie Salihi został uznany przez IFFHS najlepszym strzelcem w Europie.

### SV Ried
Wspaniałe występy zaowocowały transferem do SV Ried w zimowym okienku transferowym. Przez pierwsze pół roku Hamdi zdobył w austriackiej Bundeslidze 6 goli i pomógł swemu klubowi w zobyciu wicemistrzostwa Austrii. Natomiast w sezonie 2007/08 po zdobyciu 12 bramek wraz z Carstenem Janckerem został uhonorowany koroną króla strzelców.

### Rapid Wiedeń
W ostatnim dniu letniego okienka transferowego przed sezonem 2009/10 podpisał kontrakt z cieszącym się w Austrii ogromną popularnością Rapidem Wiedeń. Zadebiutował w Rapidzie przeciwko Red Bull Salzburg, wchodząc z ławki i zdobywając wyrównującego gola w 84 min. meczu.

## Kariera reprezentacyjna
Salihi swojego pierwszego gola w reprezentacji zdobył 23 sierpnia 2007 roku w meczu przeciwko Malcie. Jak dotąd wystąpił w 47 meczach, zdobywając w nich 11 goli.